# Collegio Romano

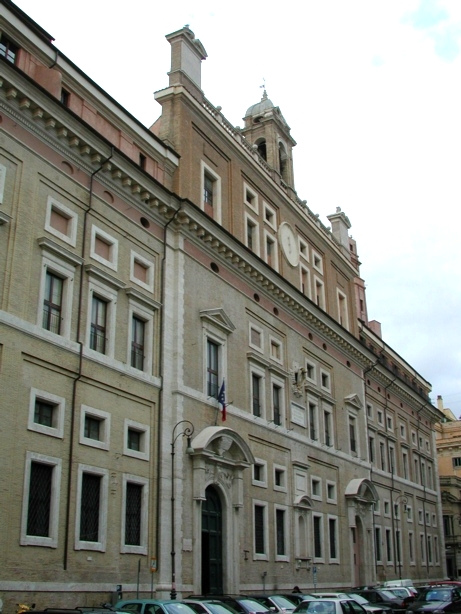
Voorgevel van het Palazzo del Collegio Romano in Rome

Het Collegio Romano (Romeins College) was een belangrijk instituut voor onderwijs en wetenschap in Rome gedurende de late Renaissance en de vroegmoderne periode. Het Collegio Romano werd opgericht in 1551 door Ignatius van Loyola, de stichter van de Sociëteit van Jezus (beter bekend als de Jezuïeten), en speelde een cruciale rol in het bevorderen van de kennis en het verspreiden van het christelijk geloof tijdens een periode van grote intellectuele verandering.
Het Collegio Romano werd opgericht als onderdeel van de contrareformatie, een beweging binnen de katholieke kerk die reageerde op de opkomst van het protestantisme en de behoefte voelde om het katholieke geloof te versterken. Ignatius van Loyola en zijn volgelingen zagen onderwijs als een krachtig middel om dit doel te bereiken. Het college werd een bolwerk van katholieke orthodoxie en intellectuele activiteit, waarbij de Jezuïeten een strenge nadruk legden op onderwijs in de theologie en filosofie.
Een van de meest opvallende aspecten van het Collegio Romano was zijn toewijding aan wetenschap en onderzoek. De Jezuïeten geloofden sterk in de verenigbaarheid van geloof en rede, en moedigden wetenschappelijke exploratie aan als een manier om Gods schepping beter te begrijpen. Het college werd een centrum voor wetenschappelijke studies, met nadruk op disciplines zoals astronomie, wiskunde, natuurkunde en geneeskunde. Gleerden zoals Galileo Galilei en Giovanni Battista Riccioli werkten aan het Collegio Romano en droegen bij aan belangrijke ontdekkingen en innovaties.
Naast zijn academische activiteiten speelde het Collegio Romano een cruciale rol in de missie van de Jezuïeten om over de hele wereld te evangeliseren. Als onderdeel van hun training werden Jezuïetenstudenten uitgezonden naar alle uithoeken van de wereld, waar ze de kennis en waarden die ze hadden opgedaan in het college verspreidden. Dit maakte het Collegio Romano tot een belangrijk centrum voor culturele uitwisseling en verspreiding van kennis, en droeg bij aan de verspreiding van het katholieke geloof over de hele wereld.
Het Collegio Romano bleef gedurende vele eeuwen een vooraanstaand instituut voor onderwijs en wetenschap, maar in de 18e eeuw begon zijn invloed af te nemen. De onderdrukking van de Jezuïetenorde in de late 18e en vroege 19e eeuw leidde tot de sluiting van het college en de verspreiding van zijn activa en wetenschappelijke collecties. Desalniettemin blijft het Collegio Romano een belangrijk historisch en cultureel symbool, dat herinnert aan de rijke intellectuele erfenis van de Jezuïeten en hun bijdrage aan de ontwikkeling van de moderne wetenschap en onderwijs.
- Catàleg d'autoritats de noms i títols de Catalunya: 981061102132906706
- CiNii: DA07660314
- Gemeinsame Normdatei: 4748080-4
- International Standard Name Identifier: 0000 0001 1702 5050
- Library of Congress Control Number: n81097177
- Nationale Bibliotheek van Tsjechië: ko2013765861
- Nationale bibliotheek van Australië: 51887983
- Nationale Bibliotheek van Israël: 987007287135205171
- Système universitaire de documentation: 115566007
- Union List of Artist Names: 500372520
- Virtual International Authority File: 122726162